# Barbula laevipila
Barbula laevipila là một loài Rêu trong họ Pottiaceae. Loài này được (Brid.) Garov. mô tả khoa học đầu tiên năm 1840.